# Куреч
Куреч (баш. Көрәш) — деревня в Благовещенском районе Республики Башкортостан Российской Федерации. Входит в состав Николаевского сельсовета.

## География

### Географическое положение
Находится на берегу реки Белой.
Расстояние до:
- районного центра (Благовещенск): 19 км,
- центра сельсовета (Николаевка): 8 км,
- ближайшей ж/д станции (Загородная): 40 км.

## История
Появилась эта деревня в 1932 года на территории Николаевского сельсовета. Практически сразу же в деревне был образован одноименный колхоз, в 1950 году деревня вошла в колхоз имени Жданова. 

## Население
| 2002 | 2009 | 2010 |
| ---- | ---- | ---- |
| 54   | →54  | ↘49  |

Согласно переписи 2002 года, преобладающая национальность — башкиры (94 %).
В 1939 году насчитывалось 193 человека, 1959 - 144, в 1989 - 77, в 2010 - 49. Проживают в основном башкиры.